# Hold Your Fire (álbum de FireHouse)
Hold Your Fire é o segundo álbum de estúdio da banda FireHouse, lançado em 1992 pelo selo Epic.

## Faixas
1. "Reach for the Sky" – 4:47
2. "Rock You Tonight" – 4:35
3. "Sleeping with You" – 3:51
4. "You're Too Bad" – 3:38
5. "When I Look into Your Eyes" – 4:00
6. "Get in Touch" – 5:24
7. "Hold Your Fire" – 3:51
8. "The Meaning of Love" – 4:12
9. "Talk of the Town" – 4:38
10. "Life in the Real World" – 3:36
11. "Mama Didn't Raise No Fool" – 4:00
12. "Hold the Dream" – 5:02

## Desempenho nas paradas musicais
| Parada musical (1992)           | Melhor posição |
| ------------------------------- | -------------- |
| Alemanha (Media Control Charts) | 66             |
| Estados Unidos (Billboard 200)  | 23             |
| Japão (Oricon)                  | 14             |

## Certificações
| País                  | Certificação | Data                 | Vendas certificadas |
| --------------------- | ------------ | -------------------- | ------------------- |
| Estados Unidos (RIAA) | Ouro         | 12 de agosto de 1992 | 500.000             |